# Eupromera similis
Eupromera similis är en skalbaggsart som beskrevs av Stefan von Breuning 1940. Eupromera similis ingår i släktet Eupromera och familjen långhorningar. Inga underarter finns listade i Catalogue of Life.